# Massimo Alverà
Massimo Alverà (Cortina d'Ampezzo, 6 agosto 1957) è un ex giocatore di curling italiano, della squadra del Curling Club Dolomiti.

## Carriera agonistica

### Nazionale
Il suo esordio con la nazionale italiana junior di curling è stato il campionato mondiale junior del 1975, disputato a East York, in Canada: in quell'occasione l'Italia si piazzò al nono posto. La prima partita di questo evento, il 25 febbraio 1975, fu anche l'esordio della nazionale junior italiana. Nella prima partita l'Italia fu sconfitta dalla formazione svedese per 9 a 15. Con la nazionale junior partecipa a 5 campionati mondiali junior.
Nel 1981 entra nella formazione della nazionale assoluta con cui ha partecipato ad un campionato mondiale e ad un campionato europeo.
In totale Massimo vanta 60 presenze in azzurro. Il miglior risultato dell'atleta è l'ottavo posto ai campionati mondiali junior ottenuto sia nel 1977 a Québec, in Canada sia nel 1979 a Moose Jaw, sempre in Canada.
CAMPIONATI
Nazionale junior:
- Mondiale junior
  - 1975 East York ( Canada) 9°
  - 1976 Aviemore ( Scozia) 10°
  - 1977 Québec ( Canada) 8°
  - 1978 Grindelwald ( Svizzera) 10°
  - 1979 Moose Jaw ( Canada) 8°

Nazionale assoluta:
- Mondiali
  - 1983 Regina ( Canada) 10°
- Europei
  - 1981 Grindelwald ( Svizzera) 8°

### Riconoscimenti
Nel 1976 è il secondo atleta al mondo a ricevere il premio WJCC Sportsmanship Award, massimo riconoscimento mondiale di categoria junior ottenuto solo da tre atleti italiani. Gli altri due sono Marco Alberti e Joël Retornaz

### Campionati italiani
Massimo ha preso parte ai campionati italiani di curling inizialmente con il Curling Club Cortina poi con il Curling Club Dolomiti.